# 中溝裕子
中溝 裕子 （なかみぞ ゆうこ 1965年10月5日 - ）は日本の女子プロゴルファー・絵手紙作家。

## 来歴
滋賀県彦根市出身。中学2年のころ森口祐子のゴルフプレイを見てプロを目指すことを決意する。滋賀県立能登川高等学校卒業後の1983年井上清次に師事し、1988年23歳でプロゴルフテストに合格。1991年に骨髄異形成症候群を発症し試合には闘病をおして出場していたが、1995年を最後に公式戦には出場していない。1997年12月に妹から骨髄移植を受け手術をするが、移植の影響で血液型がAB型からB型に変化した。入院中にはおばのすすめで絵手紙を始め、現在も彼女のライフワークとなっている。2000年8月に退院してからも2003年まで自宅で点滴療養した。快復後は講演やコラムなどの執筆を手掛けており、ゴルフもチャリティーコンペ等には積極的に参加している。自らの闘病経験を生かして公益財団法人日本骨髄バンクの評議委員も務めている。

## 戦績
- 1990年	宝インビテーショナル 16位T
- 1990年	中京テレビ・ブリヂストンレディスオープン 17位T
- 1990年	三菱電機レディスゴルフトーナメント 20位T
- 1991年	東洋水産レディス北海道 13位
- 1991年	伊藤園レディスゴルフトーナメント 27位T
- 1991年	東鳩レディスゴルフトーナメント 31位T

## 著書
- 『みんながいるから　今があるから』（集英社・ホーム社)
- 『リカバリー！』（新潮社）

## 出演
- Changeの瞬間 〜がんサバイバーストーリー〜（2021年7月18日 - 25日、朝日放送ラジオ）[1][2]